# Tam giác Kepler

Tam giác Kepler là một tam giác vuông hình thành bởi ba hình vuông có diện tích tạo thành một cấp số nhân với công bội là tỷ lệ vàng.

Tam giác Kepler là một tam giác vuông đặc biệt có độ dài ba cạnh tạo thành một cấp số nhân. Cấp số nhân này có công bội là {\displaystyle {\sqrt {\varphi }}} với {\displaystyle \varphi =(1+{\sqrt {5}})/2} là tỷ lệ vàng và có thể được viết thành {\displaystyle 1:{\sqrt {\varphi }}:\varphi }, hay xấp xỉ 1: 1,272: 1,618. Ba hình vuông dựng từ ba cạnh của tam giác có diện tích tạo thành một cấp số nhân khác, {\displaystyle 1:\varphi :\varphi ^{2}}. Tam giác Kepler cũng có một số cách định nghĩa khác dựa trên ba trung bình Pythagoras (trung bình cộng, trung bình nhân và trung bình điều hòa) của hai số, hoặc thông qua bán kính đường tròn nội tiếp tam giác cân.
Tam giác này được đặt tên theo Johannes Kepler, nhưng cũng xuất hiện trong các tài liệu cũ hơn. Mặc dù một số tài liệu cho rằng kim tự tháp Ai Cập cổ có độ tương quan tỷ lệ dựa trên một tam giác Kepler, phần lớn học giả tin rằng tỷ lệ vàng vẫn chưa được biết đến đối với toán học và kiến trúc Ai Cập.

## Lịch sử
Tam giác Kepler được đặt tên theo nhà toán học và nhà thiên văn học người Đức Johannes Kepler (1571–1630), người đã viết về hình này trong một bức thư năm 1597. Hai khái niệm vốn có thể dùng để nghiên cứu tam giác này, định lý Pythagoras và tỷ lệ vàng, đều được Kepler quan tâm, như ông cũng đã từng viết:
Hình học có hai báu vật lớn: thứ nhất là định lý Pythagoras, thứ hai là phép chia một đường thẳng theo tỷ số cực và tỷ số trung bình. Một thứ chúng ta có thể so sánh là quý như vàng, thứ kia chúng ta có thể gọi là một viên ngọc quý.

Tuy nhiên, Kepler không phải là người đầu tiên mô tả được tam giác này. Kepler cho rằng nó là của "một giáo sư âm nhạc tên là Magrius". Chính tam giác đó cũng xuất hiện sớm hơn trong một cuốn sách của toán học Ả Rập, cuốn Liber mensurationum của Abû Bekr, được biết đến nhờ một bản dịch của Gerard of Cremona sang tiếng Latinh vào thế kỷ 12, và trong cuốn Practica geometriae của Fibonacci (xuất bản năm 1220–1221), người đã định nghĩa nó theo cách tương tự với Kepler. Sớm hơn Kepler một chút, Pedro Nunes từng viết về tam giác này vào năm 1567, và nó "có thể đã được phổ biến rộng rãi trong các truyền thống thủ bản cuối thời Trung Cổ và Phục Hưng". Nó cũng được phát hiện lại nhiều lần một cách độc lập sau Kepler.

Một tam giác vuông hợp từ trung điểm cạnh đáy, tâm mặt đáy và đỉnh của một hình chóp tứ giác đều. Một số nhà kim tự tháp học đặt giả thuyết rằng tam giác được hình thành theo cách này đối với Đại Kim tự tháp Giza là một tam giác Kepler.

Theo một số tác giả, một hình chóp vàng với tiết diện gồm hai tam giác Kepler kề nhau mô tả chính xác thiết kế của các kim tự tháp Ai Cập chẳng hạn như kim tự tháp Giza; một nguồn gốc của thuyết này là do nhà kim tự tháp học John Taylor vào thế kỷ 19 đã hiểu sai những ghi chép của Herodotos về kim tự tháp này. Nhiều giả thuyết khác về tỷ lệ toán học cũng đã được đưa ra đối với chính kim tự tháp đó, không liên quan gì đến tam giác Kepler. Vì các giả thuyết khác nhau này đều tương đồng nhau ở những con số thu được, và vì sự thiếu chính xác trong các phép đo, một phần do mặt ngoài của kim tự tháp bị phá hủy, nên chúng khó có thể được giải quyết hoàn toàn dựa trên các bằng chứng vật lý. Sự trùng khớp theo tỷ lệ với tam giác Kepler có thể chỉ là trùng hợp về mặt số học: theo các học giả, người Ai Cập cổ đại có lẽ đã không biết gì về tỷ lệ vàng hoặc sử dụng nó trong toán học hay kiến trúc của họ. Thay vào đó, tỷ lệ kích thước của kim tự tháp có thể được giải thích đầy đủ bằng tỷ số giữa các số nguyên, dựa trên một tam giác vuông có hai cạnh bằng 11 và 14.
Tên gọi "tam giác Kepler" (Kepler triangle) được đặt ra bởi Roger Herz-Fischler, dựa trên bức thư năm 1597 của Kepler, sớm nhất vào năm 1979. Một tên gọi khác của tam giác, do Matila Ghyka sử dụng trong cuốn sách của mình năm 1946 về tỷ lệ vàng, The Geometry of Art and Life (tạm dịch: Hình học của Nghệ thuật và Cuộc sống), là "tam giác Price" (triangle of Price), theo tên của nhà kim tự tháp học W. A. Price.

## Định nghĩa

Khi một tam giác cân được tạo thành từ hai tam giác Kepler đối xứng nhau qua cạnh chung nhỏ nhất của chúng, thì nó có bán kính đường tròn nội tiếp lớn nhất trong các tam giác cân có độ dài hai cạnh bên không đổi.

Tam giác Kepler được định nghĩa một cách duy nhất bởi tính chất rằng nó là một tam giác vuông và nó có độ dài ba cạnh tạo thành một cấp số nhân, hoặc một cách tương đương là có diện tích của hình vuông dựng từ ba cạnh của nó tạo thành một cấp số nhân. Cấp số nhân của độ dài ba cạnh có công bội là {\displaystyle {\sqrt {\varphi }}} với {\displaystyle \varphi =(1+{\sqrt {5}})/2} là tỷ lệ vàng, và có thể được viết thành {\displaystyle 1:{\sqrt {\varphi }}:\varphi }, hay xấp xỉ 1: 1,272: 1,618. Ba hình vuông dựng từ ba cạnh của tam giác này có diện tích tạo thành một cấp số nhân khác, {\displaystyle 1:\varphi :\varphi ^{2}}. Có thể khẳng định tam giác với các tỷ số như trên là một tam giác vuông, bởi vì với bình phương độ dài cạnh thỏa mãn các tỷ số này, đa thức xác định tỷ lệ vàng cũng giống với công thức được cho bởi định lý Pythagoras đối với bình phương độ dài ba cạnh của một tam giác vuông:
{\displaystyle \varphi ^{2}=\varphi +1.}
Do phương trình trên nghiệm đúng đối với tỷ lệ vàng, nên ba cạnh này thỏa mãn định lý Pythagoras và hợp thành một tam giác vuông. Ngược lại, với một tam giác vuông bất kỳ có bình phương độ dài ba cạnh tạo thành một cấp số nhân với công bội {\displaystyle \rho } nào đó thì theo định lý Pythagoras, công bội này sẽ thỏa mãn đồng nhất thức {\displaystyle \rho ^{2}=\rho +1}. Do đó, nó phải là nghiệm dương duy nhất của phương trình này, chính là tỷ lệ vàng, và tam giác đó phải là tam giác Kepler.
Độ dài ba cạnh {\displaystyle 1}, {\displaystyle {\sqrt {\varphi }}} và {\displaystyle \varphi } lần lượt là trung bình điều hòa, trung bình nhân và trung bình cộng của hai số {\displaystyle \varphi \pm 1}. Cả ba phép toán kết hợp hai số này đều đã được nghiên cứu từ thời Hy Lạp cổ đại và được gọi chung là trung bình Pythagoras. Ngược lại, đây cũng có thể xem là một định nghĩa khác của tam giác Kepler: đó là một tam giác vuông có độ dài các cạnh là ba trung bình Pythagoras của hai số nào đó. Tam giác duy nhất thỏa mãn điều này là tam giác Kepler.
Cách định nghĩa thứ ba cho tam giác Kepler đến từ bài toán tìm bán kính đường tròn nội tiếp lớn nhất của một tam giác cân. Đối với một tam giác cân có độ dài hai cạnh bên không đổi và độ dài cạnh đáy thay đổi, thì tam giác có bán kính đường tròn nội tiếp lớn nhất là tam giác được hình thành từ hai tam giác Kepler giống nhau, đối xứng nhau qua cạnh chung nhỏ nhất của chúng. Do đó, tam giác Kepler có thể được định nghĩa là tam giác vuông mà, trong tất cả các tam giác vuông có cạnh huyền không đổi, cùng với hình đối xứng của nó tạo ra một tam giác cân có bán kính đường tròn nội tiếp lớn nhất. Nếu thay vào đó hai tam giác Kepler giống nhau nói trên đối xứng qua cạnh chung là cạnh góc vuông lớn hơn, thì chúng sẽ hợp thành tam giác cân có chu vi nhỏ nhất ngoại tiếp một hình bán nguyệt.

## Tính chất
Nếu cạnh nhỏ nhất của một tam giác Kepler có độ dài là {\displaystyle s} thì hai cạnh còn lại sẽ có độ dài là {\displaystyle s{\sqrt {\varphi }}} và {\displaystyle s\varphi }. Diện tích có thể được tính qua công thức diện tích tam giác vuông (một nửa tích độ dài hai cạnh góc vuông) bằng {\displaystyle {\tfrac {s^{2}}{2}}{\sqrt {\varphi }}}. Côsin của góc lớn hơn trong hai góc nhọn của tam giác là tỷ số giữa cạnh kề (cạnh góc vuông nhỏ hơn) với cạnh huyền, {\displaystyle \varphi }, từ đó suy ra hai góc nhọn này bằng
{\displaystyle \theta =\sin ^{-1}{\frac {1}{\varphi }}\approx 38,1727^{\circ }}
và
{\displaystyle \theta =\cos ^{-1}{\frac {1}{\varphi }}\approx 51,8273^{\circ }.}
Jerzy Kocik quan sát thấy rằng góc lớn hơn trong hai góc trên cũng chính là góc hợp bởi tâm của ba đường tròn liên tiếp trong dãy đường tròn tiếp xúc tà hành của Coxeter.